# Ortalis ruficauda
La guacharaca culirroja, chachalaca culirroja o cocrico (Ortalis ruficauda) es una especie de ave galliforme de la familia Cracidae,  su hábitat las cadenas montañosas, principalmente cerca de afluentes de agua como quebradas en zonas boscosas del noreste de Colombia, norte de Venezuela y en la isla de Tobago.
Es una de las dos aves nacionales de Trinidad y Tobago.

## Descripción

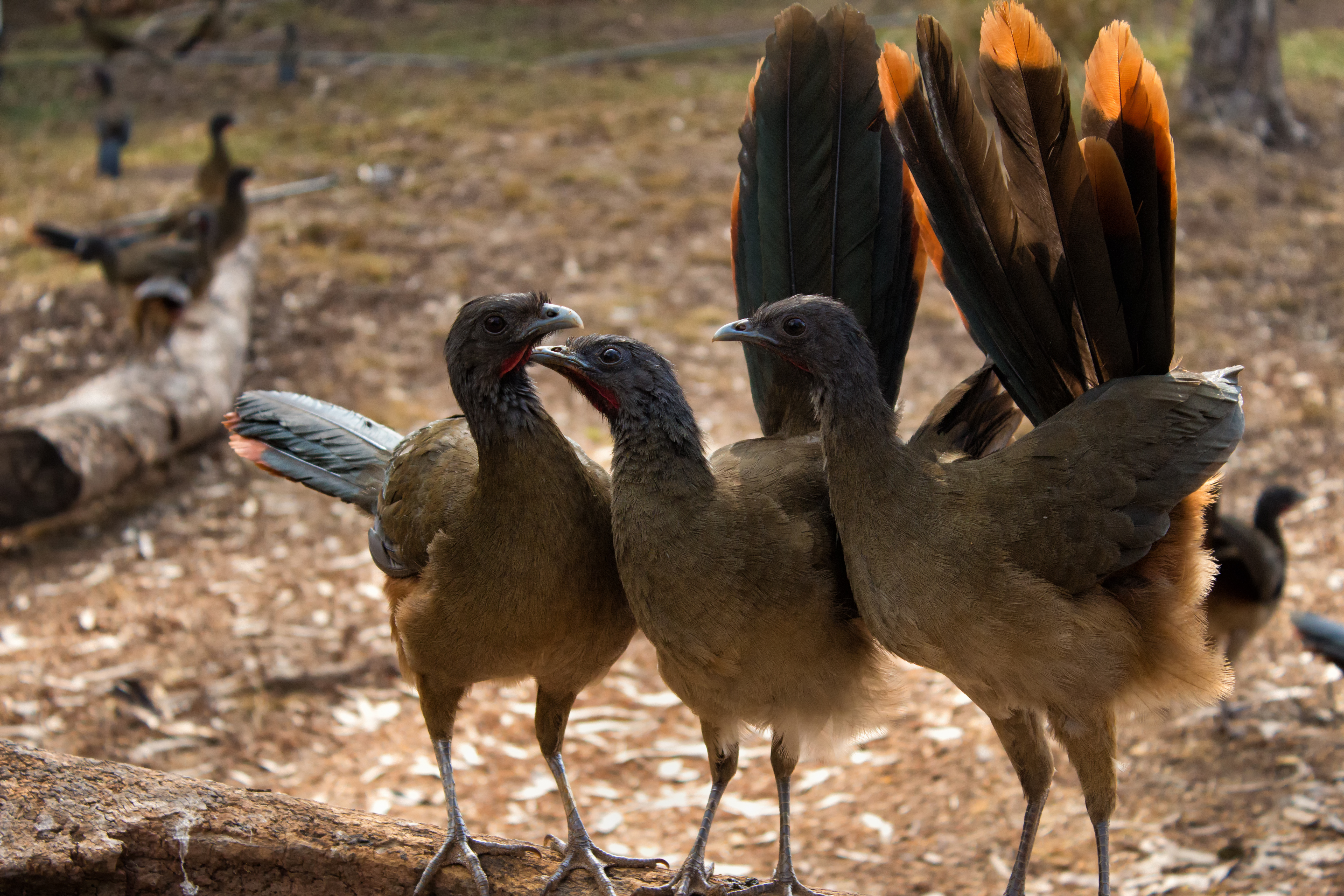
Grupo de guacharacas en el parque nacional Waraira Repano

Mide de 53 a 61 cm de largo y pesa entre 450 y 800 g (las hembras  540 g y los machos 640 g en promedio). El plumaje es gris pizarra en la cabeza, el torso y el cuello; gris claro o blancuzco en el vientre, rojizo en la base de la cola y negro verduzco en la cola que termina en punta castaña o blanca.
El macho llama bajo ha-ha-rak-ka, la hembra responde alto gua-cha-lak, el sonido es similar al de la guacharaca, instrumento representativo del vallenato.
Tiene una población de establo (una tasa bruta de natalidad y mortalidad constante durante un periodo de tiempo tan largo que el porcentaje de la población permanece constante. De esta forma, una población estable no permanece necesariamente fija en su tamaño. Puede estar en expansión o en contracción.) y un riesgo bajo (la categoría preocupación menor de la lista incluye a todos los taxones abundantes y de amplia distribución, que no se encuentran bajo amenaza de desaparecer en un futuro próximo). 

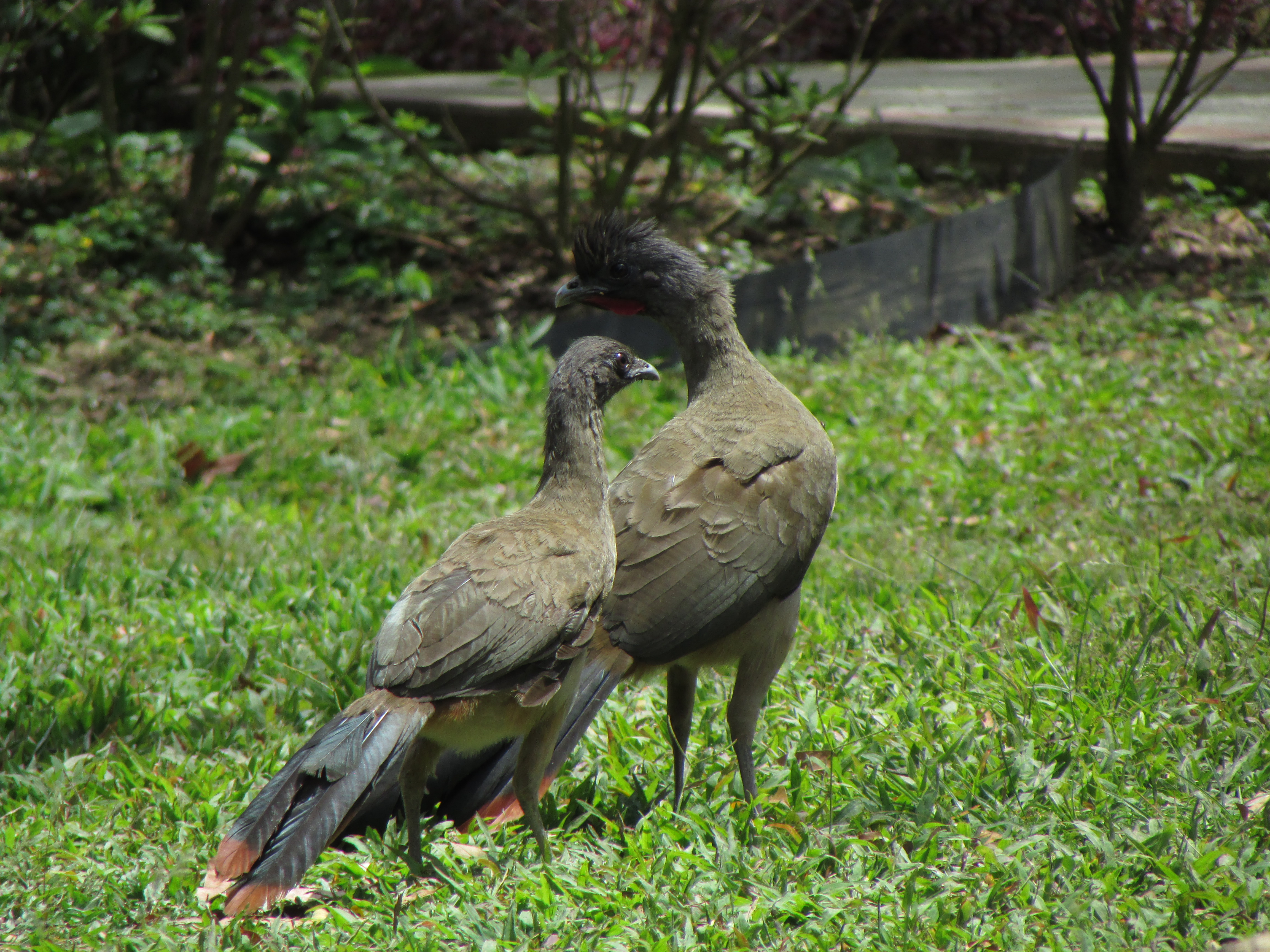
Padre e Hijo en la Hacienda la Trinidad

## Comportamiento
La especie es un ave social que forma grupos de entre seis y veinte individuos, a menudo observados en compañía de su familia. Esta organización social les permite interactuar y colaborar en la búsqueda de alimento, que consiste en una dieta variada que incluye frutos, semillas, insectos y flores. Sin embargo, su alimentación puede generar problemas para los cultivos de jardines ornamentales, ya que devoran las flores de plantas como Petrea volubilis, bauhinia y jazmín trepador.
En cuanto a su comportamiento, estas aves son hábiles para caminar por las ramas, lo que les facilita la búsqueda de alimento. También son voladoras diestros, capaces de despegar y volar en vertical; sin embargo, generalmente no recorren grandes distancias.
La construcción del nido es otra característica notable de la especie. Utilizan palos pequeños y hojas para formar nidos a baja altura en los árboles. La hembra pone de tres a cuatro huevos, que incuban durante aproximadamente veintiocho días. Además, se comunican entre sí mediante sonidos bulliciosos y metálicos, lo que les ayuda a definir sus zonas territoriales y mantener la cohesión dentro del grupo.

## Hábitat
Zonas verdes urbanas, matorrales, bosques secos o bosques de galería.

## Subespecies
Se conocen dos subespecies de Ortalis ruficauda:
- Ortalis ruficauda ruficrissa - norte tropical  de Colombia y noroeste de Venezuela
- Ortalis ruficauda ruficauda - de noreste de Colombia al norte de Venezuela, Tobago e Isla Margarita

## Símbolo
Es el ave nacional de Trinidad y Tobago y aparece en su escudo al lado del Corocoro Rojo que representa a Trinidad, en tanto esta, a la derecha, simboliza a Tobago.

Escudo de Trinidad y Tobago, el ave representada a la derecha es la Guacharaca Culiroja (Ortalis ruficauda)